# Pierre Plantard
Pierre Athanase Marie Plantard (født 18. marts 1920, død 3. februar 2000) var hjernen bag Sions Priorat-falskneriet. Sions Priorat startede i 1956 som en form for lejerorganisation, der bl.a. skulle bekæmpe boligspekulation i byen Annemasse i Haute-Savoieregionen i det syd-østlige Frankrig, hvor Plantard arbejdede som arkitekt.
Svindleren Pierre Plantard – der føjede det adelige de Saint Clair til sit navn – påstod at være efterkommer af den sidste merovingiske konge, Dagobert 3., og dermed arving til den franske trone.
Påvirket af hotelværten Noel Corbu i Rennes-le-Château, der i 1950'erne spredte historier om en tidligere præst i byen, fader Saunière, og dennes mystiske rigdom, der skyldtes fund, han havde gjort i kirken, påstod Plantard, at disse fund også omfattede pergamenter, der underbyggede hans forbindelse med Dagobert.
Pierre Plantard begyndte at skrive et manuskript og fremstillede pergamenter (med hjælp fra vennen Philippe de Cherisey) som Saunière skulle have opdaget, da han renoverede sin kirke. Disse forfalskede dokumenter skulle vise, at den merovingiske linje af de frankiske konger ikke var uddød. Plantard manipulerede Saunières aktiviteter ved Rennes-le-Château for at "bevise" sine påstande om Sions Priorat. Det lykkedes tilsyneladende Plantard at få sine falske papirer deponeret i det franske nationalbibliotek.
I september 1993 påstod Plantard, at Roger-Patrice Pelat engang havde været stormester for Sions Priorat. Pelat var ven med den daværende franske præsident François Mitterrand og midtpunktet i en skandale, der involverede den franske premierminister Pierre Bérégovoy. En fransk domstol beordrede en gennemsøgning af Plantards hjem. Gennemsøgningen frembragte mange dokumenter, bl.a. dokumenter, der påstod, at Plantard var Frankrigs sande konge. Under ed indrømmede Plantard, at han havde opfundet det hele, også Pelats engagement med Sions Priorat (se oversigt over de domme, Plantard har fået) Arkiveret 15. februar 2005 hos  Wayback Machine. Plantard levede i ubemærkethed indtil sin død den 3. februar 2000 i Paris.